# Urt (ølbrygning)
 For alternative betydninger, se Urt (flertydig). (Se også artikler, som begynder med Urt)
Urt er det vandige udtræk af malten, som bruges i gæringsprocessen under ølbrygning. Fremstillingen af urten foregår i tre adskilte processer:
1. Mæskning
2. Udtrækning
3. Urtkogning

## Mæskning
Mæskningen er processen, hvor den tørrede malt klargøres til urtkogningen. Formålet med mæskningen er at omsætte stivelsen i malten til de fermenterbare saccharider: glucose, maltose, maltotriose og dextriner.
Processen indledes ved, at malten valses og blandes med vand, der holdes ved 65-68 °C, oftest i en til to timer, tiden varieres afhængig af øltypen. Herved forekommer der en gelatinisering af amylopektinen, hvilket medfører at de amylotiske enzymer i malten, har forøget mulighed for at hydrolysere denne. Stivelsen i byg består af 75% amylopectin, der er lineære kæder af glukose, α-1,4 bindinger, med forgreninger for hver 12-24 glukosemolekyle, α-1,6 bindinger. Både α-amylase og β-amylase kan nedbryde α-1,4 bindinger. α-amylase hydrolyserer bindingerne ved forgreningerne på amylopectinen, og leverer derved substrat til β-amylasen. De resterende 25% af stivelsen udgøres af amylose, der er en lineær glukosepolymer med α-1,4 bindinger. Efter en time er størstedelen af stivelsen omsat til mindre saccharider, primært maltose, men også glukose, maltotriose og forgrenede dextriner. Herudover indeholder mæsket proteiner, polypeptider og aminosyrer.

## Udskillelse af urten
Ved hjælp af en filtrering adskiller man de faste og flydende dele af mæsken, henholdsvis "mask" og "urt". Masken, se figur 1, kan bl.a. bruges som kvægfoder, mens urten sendes til kogning. Det er indholdet af udtrukne stoffer, der har størst betydning for opnåelse af en høj alkoholprocent. Dette indhold kan f.eks. ligge mellem 11 og 14% tørstof, hvad der vil give øl af pilsnerstyrke. Enheden betegnes også som "% Plato".

## Urtkogning
Humlen tilsættes mæsken under urtkogningen, der herefter udgør urten. I nogle tilfælde koges humlen separat, hvorefter filtratet overføres til mæsket. Der findes en række forskellige humlesorter med specifikke smagsegenskaber, derfor anvendes der ofte flere humlesorter. Da kogetiden for de forskellige humlesorter varierer, tilsættes de løbende under urtkogningen. Kogning af humlen har flere formål, herunder at:
- Ødelægge endnu aktive enzymer
- Sterilisere urten, så vildgær og bakterier dræbes
- Udskille uønskede stoffer i urten proteiner, harpikser og tannin)
- Isomerisere α-syrer fra humlen til iso-α-syrer og overføre disse til urten
- Afkoge flygtige stoffer, der kan give det endelige øl en bismag

Kogetiden afhænger primært af, hvor høj en koncentration af iso-α-syrer, der ønskes i urten. Det er de antibakterielle α- og β-syrerer, der giver øllet den bitre smag. α-syrene forekommer i højere koncentrationer i humlen end β-syrene. De er tungtopløselige i vand, og skal derfor isomeriseres, før de overføres til vandfasen. Efter 60 - 120 min stoppes urtkogningen og urten afkøles til den ønskede temperatur og filtreres. Herefter kan fermenteringsprocessen påbegyndes